# جون أنتوني كوبلاند جونيور
جون أنتوني كوبلاند جونيور (بالإنجليزية: John Anthony Copeland, Jr.)‏ هو مناهض العبودية ‏ أمريكي، ولد في 15 أغسطس 1834 في رالي في الولايات المتحدة، وتوفي في 16 ديسمبر 1859 في تشارلز تاون في الولايات المتحدة بسبب شنق.